# 米夏埃尔·德阿尔梅达
米夏埃尔·德阿尔梅达（法語：Michaël D'Almeida，1987年9月3日—）生于埃松省埃夫里，是一名法国男子自行车运动员。他拥有葡萄牙血统，也曾加入法国军队。
2011年，德阿尔梅达联同队友格雷戈里·博热和凯万·西罗在世界场地自行车锦标赛男子团体竞速赛上获得一枚金牌，后来由于博热违反反兴奋剂条例而被取消其在2011年的所有成绩，法国队也失去了该届世锦赛男子团体竞速赛的金牌。